# Kochsalzersatz
Kochsalzersatz, Kochsalzersatzmittel oder Diätsalz sind salzig schmeckende chemische Verbindungen, die zum Ersatz von Natriumchlorid (Kochsalz) zur natriumarmen Ernährung dienen. Sie werden sowohl im Haushalt als auch bei der handwerklichen und industriellen Herstellung von Lebensmitteln eingesetzt. Kochsalzersatz kann auch iodiert oder fluoridiert sein. Er gilt nach der Verordnung über diätetische Lebensmittel (Diätverordnung) als diätetisches Lebensmittel. Der Zusatz von Kochsalzersatz zu Lebensmitteln ist nach § 18 der Diätverordnung deklarationspflichtig.
Als Kochsalzersatz zugelassen sind nach Anlage 3 der Diätverordnung:
- Verbindungen von Kalium, Calcium und Magnesium mit Adipinsäure, Bernsteinsäure, Glutaminsäure, Kohlensäure, Milchsäure, Salzsäure, Weinsäure und Zitronensäure sowie Monokaliumphosphat, Adipinsäure und Glutaminsäure
- Kaliumsulfat
- Cholinsalze der Essigsäure, Kohlensäure, Milchsäure, Salzsäure, Weinsäure und Zitronensäure
- Kaliumguanylat und Kaliuminosinat.

Dabei dürfen nach § 9 der Diätverordnung Adipinsäureverbindungen höchstens 60 g/kg betragen. Magnesiumverbindungen müssen mindestens mit einer Nicht-Magnesiumverbindung kombiniert werden und der Gehalt an Magnesiumionen darf maximal 20 % des Gehalts an Kalium- und Calciumionen betragen und der Gehalt an Cholinverbindungen darf maximal 3 % betragen. Der Gehalt an Kalium muss nach § 23 deklariert sein und ist mit dem Warnhinweis „bei Störungen des Kaliumhaushalts, insbesondere bei Niereninsuffizienz, nur nach ärztlicher Beratung verwenden“ zu versehen.
Als Zusatzstoffe werden unter anderem Cyano-Komplexe wie
- Natriumhexacyanidoferrat(II) (E 535, Natriumhexacyanoferrat(II), Natriumferrocyanid),
- Kaliumhexacyanidoferrat(II) (E 536, Kaliumhexacyanoferrat(II), Kaliumferrocyanid) und
- Calciumhexacyanidoferrat(II) (E 538, Calciumhexacyanoferrat(II), Calciumferrocyanid)

verwendet. Die Salze sind in geringen Mengen als künstliche Rieselhilfe, Trennmittel und Stabilisator für Kochsalz und Kochsalzersatz nach der Verordnung (EG) Nr. 1333/2008 zugelassen. Zum Erhalt der Rieselfähigkeit wird bis 10 g/kg Magnesiumsilicate E 553a zugesetzt.
Natriumreduziertes Speisesalz, bei dem circa ein Drittel des NaCl durch KCl ersetzt ist, wird unter der Bezeichnung Blutdrucksalz im Handel angeboten. Ein ähnliches Produkt ist Pansalz. In den 1950er Jahren wurde als Salzersatz, von dem früher Chlorfreiheit verlangt wurde, von der Firma Nordmarkwerke das Titro-Sina-Salz angeboten.
Es sind auch „pflanzliche“ Kochsalzersatzmittel im Einsatz, bei denen jedoch meist ebenfalls Salze und Glutamate der Hauptbestandteil sind, hinzu kommen Fette, Trockengemüse, Gewürze und Hilfsstoffe.